# Братство внутреннего света

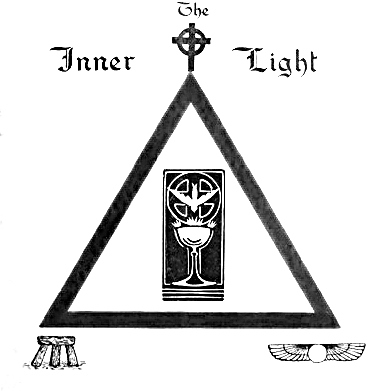
Эмблема Братства внутреннего света

Братство внутреннего света (англ. Fraternity of the Inner Light) - магическое общество и западная тайная школа, основанная Дион Форчун в 1924 году. Оно существует в Лондоне и принимает учеников.

## История создания
В 1922 году, после выпадения с Мойной Мазерс  и с согласия Моины, Дион Форчун оставила Орден Альфа и Омега, чтобы сформировать новое ответвление в организации.   Это косвенно привело к появлению новых членов в Альфе и Омеге.  Группа Форчун позднее была переименована в «Братство внутреннего света» и позже была переименована в «Общество внутреннего света».

## Учение
Форчун дала своим последователям предварительную подготовку посредством заочных курсов, по успешному завершению которых аспиранты были посвящены так называемым Малым Мистериям, затем в Большие Мистерии.  Эти меньшие тайны были примерно эквивалентны Внешнему Ордену Золотого Рассвета, а более великие тайны были примерно эквивалентны Старому Внутреннему Ордену Rosae Rubae et Aureae Crucis («Рубиновая Роза и Золотой Крест», или RR et AC). 
В ранние годы Братство внутреннего света использовало много неизменных версий ритуалов посвящения «Золотой Зари», которые, как отмечает Фрэнсис Кинг, имели «полуподобные отношения» с Орденом утренней звезды (Stella Matutina, Morning Star). Однако были внесены изменения, и в конечном итоге используемые церемонии не имели сходства с традициями Золотой Зари, за исключением того, что они были построены на тех же принципах. 
Название Братство .... относилось к группе внутренних плоскостей, а слово Общество ... относилось к группе физических плоскостей и к тем членам, которые в настоящее время воплощены. Таким образом, группа считала «Братство» более старшим, чем «Общество».